# Eesti Laul 2011
La terza edizione dell'Eesti Laul si è svolta dal 12 al 26 febbraio 2011 e ha selezionato il rappresentante dell'Estonia all'Eurovision Song Contest 2011 a Düsseldorf, in Germania.
La vincitrice è stata Getter Jaani con Rockefeller Street.

## Organizzazione
L'emittente estone Eesti Rahvusringhääling (ERR) ha confermato la partecipazione dell'Estonia all'Eurovision Song Contest 2011 il 19 ottobre 2010, annunciando inoltre l'organizzazione della 3ª edizione dell'Eesti Laul per selezionare il proprio rappresentante. Nel medesimo giorno, l'emittente ha dato la possibilità agli aspiranti partecipanti di inviare i propri brani entro il successivo 13 dicembre, con la condizione che fossero cittadini o residenti permanenti in Estonia.
A differenza delle edizioni precedenti, il festival si è articolato in due semifinali da 10 partecipanti, che si sono tenute il 12 e il 19 febbraio 2011 presso gli studi televisivi di Eesti Televisioon (ETV), e in una finale il successivo 26 febbraio 2011 presso il Nokia Concert Hall di Tallin. Il voto combinato dei giurati e del pubblico ha decretato i 5 finalisti da ciascuna semifinale. Per quanto riguarda il sistema di voto nella finale, si è mantenuto quello delle edizioni precedenti: giuria e televoto hanno decretato i primi 3 classificati in una prima fase, mentre il solo voto del pubblico ha selezionato il vincitore nel secondo round.

### Giurie
La giuria d'esperti che ha avuto diritto di voto durante le semifinali è stata composta da:
- Tõnis Kahu, critico musicale e docente universitario;
- Valner Valme, critico musicale;
- Eda-Ines Etti, cantante e rappresentante dell'Estonia all'Eurovision Song Contest 2000;
- Owe Petersell, giornalista;
- Olav Osolin, giornalista e pubblicitario;
- Mare Väljataga, cantante ed insegnante di canto;
- Birgit Õigemeel, cantante ed attrice;
- Tauno Aints, compositore e paroliere;
- Leen Kadakas, discografica e speaker radiofonica;
- Karel Kattai, cantante;
- Raul Vaigla, musicista.

La giuria d'esperti che ha avuto diritto di voto durante la finale è stata composta da:
- Jaanus Nogisto, chittarista e produttore;
- Iiris Vesik, cantautrice;
- Erik Morna, critico musicale e disc jockey;
- Veronika Portsmuth, cantante e direttrice d'orchestra;
- Jarek "Chalice" Kasar, cantante e rapper;
- Kristo Rajasaare, batterista;
- Hannaliisa Uusma, cantante e sociologa;
- Siim Nestor, giornalista e critico musicale;
- Peeter Vähi, paroliere;
- Helen Sildna, imprenditrice e businesswoman;
- Ott Lepland, cantante.

## Partecipanti
L'emittente ERR, con l'ausilio di una giuria tecnica composta da 11 membri, ha selezionato i 20 partecipanti fra le 140 proposte ricevute.
Il 20 dicembre Jaane Saar con Meeting the Wolf è stata squalificata poiché la canzone è stata pubblicata prima del 1º settembre 2010, ed è stata sostituita da Tiiu Kiik con la canzone Second Chance. Il successivo 23 dicembre anche Laika Virgin feat. Fredy Schmidt con la loro Ilusad inimesed sono stati squalificati, venendo rimpiazzati dai Meister ja Mari con Unemati.
Il 15 febbraio 2011, qualche giorno prima dello svolgimento della seconda semifinale, Uku Suviste è stato squalificato dopo che è stato scoperto che il testo del suo brano Jagatud öö era stato utilizzato in un'altra canzone pubblicata nel 2004.
| Artista                          | Brano                      | Lingua  | Compositore                                             |
| -------------------------------- | -------------------------- | ------- | ------------------------------------------------------- |
| Ans. Andur                       | Lapsed ja lennukid         | Estone  | Madis Aesma, Mihkel Kirss, Gert Pajuväli, Madis Kriss   |
| Elmayonesa                       | Kes ei tantsi, on politsei | Estone  | Nicolas Behler, Nora Reitel, Helen Heinmäe              |
| Getter Jaani                     | Rockefeller Street         | Inglese | Sven Lõhmus                                             |
| Ithaka Maria                     | Hopa'pa-rei!               | Estone  | Ithaka Maria Rahula, Peeter Pruuli                      |
| Jaane Saar                       | Meeting the Wolf           | Inglese | Janne Saar, Carola Madis                                |
| Jana Kask                        | Don't Want Anything        | Inglese | Jakko Maltis, Jana Kask                                 |
| Kait Tamra                       | Lubadus                    | Estone  | Kait Tamra                                              |
| Laika Virgin feat. Fredy Schmidt | Ilusad inimesed            | Estone  | Andero Nimmer, Indrek Ups, Jarek Kasar, Fredy Schmidt   |
| Marilyn Jurman & Karl Kanter     | Veel on aega               | Estone  | Marilyn Jurman, Karl Kanter                             |
| Meister ja Mari                  | Unemati                    | Estone  | Mari Meentalo                                           |
| MID                              | Smile                      | Inglese | Markus Robam                                            |
| Mimicry                          | The Storm                  | Inglese | Paul Lepasson, Timmo Linnas, Kene Vernik, Jaanus Telvar |
| Noorkuu                          | Be My Saturday Night       | Inglese | Mart Vainu                                              |
| Orelipoiss                       | Valss                      | Estone  | Jaan Pehk                                               |
| Outloudz                         | I Wanna Meet Bob Dylan     | Inglese | Stig Rästa, Fred Krieger                                |
| Rolf Junior                      | All & Now                  | Inglese | Rolf Roosalu, Liis Lass                                 |
| Shirubi Ikazuchi                 | St. Cabah                  | Inglese | Silvi Pilt                                              |
| Sofia Rubina                     | My Melody                  | Inglese | Sofia Rubina, Talis Paide                               |
| Sõpruse Puiestee & Merili Varik  | Rahu, ainult rahu          | Estone  | Allan Vainola, Mait Vaik                                |
| Tiiu Kiik                        | Second Chance              | Inglese | Tiiu Kiik                                               |
| Uku Suviste                      | Jagatud öö                 | Estone  | Rein Rannap, Indrek Hirv                                |
| Victoria                         | Baby Had You               | Inglese | Viktorija Suslova, Sten Pulkkanen                       |

## Semifinali

### Prima semifinale
La prima semifinale si è svolta negli studi televisivi di ETV di Tallinn il 12 febbraio 2011, ed è stata presentata da Piret Järvis e Lenna Kuurmaa.
Ad accedere alla finale sono stati Victoria, Noorkuu, Jana Kask, Getter Jaani e gli Outloudz.
| Ordine | Artista                      | Titolo                     | Punteggio | Punteggio | Punteggio | Punteggio | Posizione |
| Ordine | Artista                      | Titolo                     | Giuria    | Televoto  | Televoto  | Totale    | Posizione |
| ------ | ---------------------------- | -------------------------- | --------- | --------- | --------- | --------- | --------- |
| 1      | Marilyn Jurman & Karl Kanter | Veel on aega               | 1         | 603       | 2         | 3         | 10        |
| 2      | Elmayonesa                   | Kes ei tantsi, on politsei | 2         | 2 325     | 6         | 8         | 7         |
| 3      | Victoria                     | Baby Had You               | 8         | 1 939     | 4         | 12        | 5         |
| 4      | Noorkuu                      | Be My Saturday             | 5         | 2 381     | 7         | 12        | 3         |
| 5      | Jana Kask                    | Don't Want Anything        | 7         | 2 222     | 5         | 12        | 4         |
| 6      | Kait Tamra                   | Lubadus                    | 4         | 1 359     | 3         | 7         | 8         |
| 7      | Ans. Andur                   | Lapsed ja lennukid         | 6         | 343       | 1         | 7         | 9         |
| 8      | Meister ja Mari              | Unemati                    | 3         | 2 444     | 8         | 11        | 6         |
| 9      | Getter Jaani                 | Rockefeller Street         | 9         | 5 857     | 10        | 19        | 1         |
| 10     | Outloudz                     | I Wanna Meet Bob Dylan     | 10        | 3 026     | 9         | 19        | 2         |

### Seconda semifinale
La seconda semifinale è stata ospitata dagli studi ETV di Tallinn il 19 febbraio 2011, ed è stata presentata da Piret Järvis e Lenna Kuurmaa.
Ad accedere alla finale sono stati i Mimicry, gli Orelipoiss, i MID, Ithaka Maria e Rolf Junior.
| Ordine | Artista                         | Titolo            | Punteggio | Punteggio | Punteggio | Punteggio | Posizione |
| Ordine | Artista                         | Titolo            | Giuria    | Televoto  | Televoto  | Totale    | Posizione |
| ------ | ------------------------------- | ----------------- | --------- | --------- | --------- | --------- | --------- |
| 1      | Sõpruse Puiestee & Merili Varik | Rahu, ainult rahu | 2         | 1 328     | 6         | 8         | 6         |
| 2      | Shirubi Ikazuchi                | St. Cabah         | 3         | 403       | 3         | 6         | 7         |
| 3      | Sofia Rubina                    | My Melody         | 4         | 203       | 2         | 6         | 8         |
| 4      | Mimicry                         | The Storm         | 7         | 547       | 4         | 11        | 4         |
| 5      | Orelipoiss                      | Valss             | 9         | 1 953     | 8         | 17        | 1         |
| 6      | Uku Suviste                     | Jagatud öö        | —         | —         | —         | —         | —         |
| 7      | Tiiu Kiik                       | Second Chance     | 1         | 197       | 1         | 2         | 9         |
| 8      | MID                             | Smile             | 8         | 1 403     | 7         | 15        | 3         |
| 9      | Ithaka Maria                    | Hopa'pa-rei!      | 6         | 5 751     | 9         | 15        | 2         |
| 10     | Rolf Junior                     | All & Now         | 5         | 1 285     | 5         | 10        | 5         |

## Finale
La finale si è svolta il 26 febbraio 2011 presso il Nokia Concert Hall di Tallinn presentata da Piret Järvis, Lenna Kuurmaa e Ott Sepp, e ha visto competere i 10 partecipanti qualificati dalle semifinali.
In seguito alla somma delle votazioni Getter Jaani e gli Outloudz hanno avuto accesso alla superfinale, dove il televoto ha proclamato Getter Jaani con Rockefeller Street vincitrice della manifestazione.
| Ordine | Artista      | Titolo                 | Punteggio | Punteggio | Punteggio | Punteggio | Punteggio | Posizione |
| Ordine | Artista      | Titolo                 | Giuria    | Giuria    | Televoto  | Televoto  | Totale    | Posizione |
| ------ | ------------ | ---------------------- | --------- | --------- | --------- | --------- | --------- | --------- |
| 1      | Ithaka Maria | Hopa'pa-rei!           | 52        | 3         | 12 069    | 9         | 12        | 5         |
| 2      | Rolf Junior  | All & Now              | 67        | 6         | 1 548     | 2         | 8         | 8         |
| 3      | Orelipoiss   | Valss                  | 81        | 10        | 5 441     | 6         | 16        | 3         |
| 4      | Getter Jaani | Rockefeller Street     | 68        | 7         | 15 679    | 10        | 17        | 1         |
| 5      | Jana Kask    | Don't Want Anything    | 74        | 8         | 3 364     | 5         | 13        | 4         |
| 6      | MID          | Smile                  | 62        | 5         | 3 264     | 4         | 9         | 7         |
| 7      | Outloudz     | I Wanna Meet Bob Dylan | 81        | 9         | 10 747    | 8         | 17        | 2         |
| 8      | Mimicry      | The Storm              | 32        | 2         | 885       | 1         | 3         | 10        |
| 9      | Noorkuu      | Be My Saturday Night   | 31        | 1         | 3 121     | 3         | 4         | 9         |
| 10     | Victoria     | Baby Had You           | 57        | 4         | 7 072     | 7         | 11        | 6         |

### Superfinale
| # | Artista      | Titolo                 | Televoto | Televoto | Posizione |
| - | ------------ | ---------------------- | -------- | -------- | --------- |
| 1 | Outloudz     | I Wanna Meet Bob Dylan | 17 223   | 38,00%   | 2         |
| 2 | Getter Jaani | Rockefeller Street     | 28 102   | 62,00%   | 1         |

## All'Eurovision Song Contest
L'Estonia si è esibita nella seconda semifinale del 12 maggio 2011, qualificandosi per la finale con un 9º posto e 60 punti.
In finale Rockefeller Street è arrivata 24ª con 44 punti, nonostante fosse tra i favoriti per la vittoria.